# Straaltje, de Speelgoedman
Straaltje, de Speelgoedman (originele titel: "Torchy the Battery Boy") was een Britse marionettenserie die van 1960 tot 1961 op ITV werd uitgezonden en ook op de Vlaamse televisie werd gebracht. Het was de tweede televisieserie geproduceerd door Gerry Anderson.